# Pelochyta lystra
Pelochyta lystra är en fjärilsart som beskrevs av Druce 1884. Pelochyta lystra ingår i släktet Pelochyta och familjen björnspinnare. Inga underarter finns listade i Catalogue of Life.